# Michael C. Hall
Michael Carlisle Hall (Raleigh, 1 de fevereiro de 1971) é um premiado ator estadunidense.

## Biografia
Michael é conhecido por suas atuações em séries televisivas como Six Feet Under do canal HBO, atuando como David Fisher, e como Dexter Morgan na série Dexter do canal Showtime. Em 31 de Dezembro de 2008, Michael se casou com a atriz Jennifer Carpenter, que interpretava Debra Morgan, sua irmã no seriado Dexter. Em 13 de Dezembro de 2010, o casal anunciou sua separação. Em 2009 venceu o Golden Globe Award para Melhor Ator (série dramática) em televisão e o SAG Award para Melhor Ator (série dramática) pelo seu papel na série Dexter. O ator fez tratamento contra o câncer, especificamente de Linfoma de Hodgkin, e anunciou que está completamente curado.

## Filmografia

### Filmes
| Ano  | Filme                                          | Personagem        |
| ---- | ---------------------------------------------- | ----------------- |
| 2003 | Paycheck                                       | Agente Klein      |
| 2009 | Gamer                                          | Ken Castle        |
| 2010 | Peep World                                     | Jack Meyerwitz    |
| 2012 | The Trouble with Bliss                         | Morris Bliss      |
| 2013 | Kill Your Darlings                             | David Kammerer    |
| 2014 | Cold in July                                   | Richard Dane      |
| 2016 | Christine                                      | George Peter Ryan |
| 2017 | Mark Felt - O homem que derrubou a Casa Branca | John Dean         |
| 2018 | Game Night                                     | The Bulgarian     |
| 2021 | John and the Hole                              | Brad              |

### Televisão
| Ano       | Seriado                     | Personagem                  |
| --------- | --------------------------- | --------------------------- |
| 2004      | Bereft                      | Jonathan                    |
| 2001–2005 | Six Feet Under              | David Fisher                |
| 2006      | Mysteries of the Freemasons | Narrador                    |
| 2006–2013 | Dexter                      | Dexter Morgan               |
| 2009-2010 | Dexter Early Cuts           | Dexter Morgan               |
| 2011      | Vietnam in HD               | Narrador                    |
| 2012      | Ruth & Erica                | Tom                         |
| 2017      | The Crown                   | John F Kennedy              |
| 2018      | Safe                        | Tom                         |
| 2021      | Dexter: New Blood           | Jim Lindsay / Dexter Morgan |
| 2025      | Dexter: Ressurection        | Dexter Morgan               |

Teatro
| Ano  | Peça                      | Personagem      |
| ---- | ------------------------- | --------------- |
| 2014 | Hedwig And The Angry Inch | Hedwig          |
| 2017 | "The Crown"               | John F. Kennedy |